# Papua Barat (seriál)
Papua Barat je šestidílný švýcarský dokumentární cyklus. Švýcarští filmaři se v něm vydávají na ostrov Papua Barat hledat zde žijící kmeny a živočichy. Každý díl je zhruba půl hodiny dlouhý a premiéru měl seriál v roce 2008. Česky byl již vysílán na ČT2. V českém dabingu se však objevují chyby[zdroj?].